# Eero Lehti
Eero Heikki Lehti, född 23 augusti 1944 i Tusby, är en finländsk samlingspartistisk politiker och företagare. Han var ledamot av Finlands riksdag 2007–2019. Till utbildningen är han politices magister.

## Karriär och yrkesliv
Lehti utexaminerades som magister inom statsvetenskap vid Helsingfors universitet 1969. Efter examen arbetade han som marknadsundersökare vid Kesko. 1971 grundade han marknadsundersökningsbolaget Taloustutkimus. Lehti grundade även Suomen Lehtiyhtymä som han ägde fram till mars 2013 då det såldes till Keskisuomalainen-koncernen.
Lehti har fungerat som styrelseordförande i sina företag sedan grundandet, i fråga om Suomen Lehtiyhtymä fram till försäljningen.
Åren 2002–2008 var Lehti ordförande i företagarnas centralorganisation Företagarna i Finland. Han var delegat i Europeiska ekonomiska och sociala kommittén åren 1995–2008.

## Politik
Lehti blev invald som riksdagsledamot i valet 2007. Hans kampanjsbudget på 119 335 € var landets största. Lehti blev vid sitt tillträde riksdagens mest förmögna ledamot.
Innan valet uppmärksammades Lehti för flera uttalanden. I februari förespråkade han upphävandet av fackliga förtroendemäns utökade uppsägningsskydd, så att förtroendemän sägs upp först vid nedskärningar. Motiveringen var att förtroendemän inte bör ha specialställning, vilket Lehti ånsåg kan leda till avsiktligt haveri av företag då man garanterat håller kvar jobbet i det sista. Med sitt förslag ville Lehti sammankoppla makt och ansvar. Då saken kom på tal i riksdagen avvisades idén av samtliga partier.
Vid ett valseminarium i Tavastehus i februari 2007 kallade Lehti kineser "snedögon". Han konstaterade senare att han inte uppfattar uttryckssättet som rasistiskt. Samlingspartiets partisekreterare Taru Tujunen fördömde uttalandet. I mars 2007 berättade Vänsterförbundets partistyrelses ordförande Katja Syvärinen att Lehti uttryckt sig osakligt vid en valtillställning i Lojo och anklagade honom för sexuellt ofredande. Lehti menade att det rörde sig om ett missförstånd som uppstått under samtal.
Under 2015 blev Lehti medlem av Yles styrelse. Han blev omvald i riksdagsvalet 2015 med 4385 röster från Nylands valkrets.
Han meddelade först att han inte ställer upp för omval i riksdagsvalet 2019 men ändrade sig. I valet samlade han 2918 röster, vilket inte räckte till omval.

### Åsikter
Lehti anser att Pendolino-tåg är ett bra alternativ till regional flygtrafik. Han anser att Pendolino-tågen bör ha rutter som tillåter maximal fart under hela resan, från Helsingfors-Vanda flygplats till Kuopio, Seinäjoki, Tammerfors, Villmanstrand och Sankt Petersburg.
I riksdagen har Lehti krävt statlig finansiering av Ringbanan, vilken han ånser vara ett snabbt och miljövänligt substitut för bil och flyg.
År 2011 misstänkte Lehti i en intervju med tidningen Keskisuomalainen att statsminister Jyrki Katainen och finansminister Jutta Urpilainen vilseledde medborgarna om möjligheten att få lånegarantier av Grekland.
Lehti anser att staten bör ta investeringslån i samma grad som lån för löpande utgifter.

## Privatliv
Lehti var gift med filosofie magister Ulpu Lehti, som avled i september 2019. Paret har en dotter. Lehti har den största privata förmögenheten i hemorten Kervo. År 2005 var Lehtis beskattade förmögenhet 7,2 miljoner euro. Han samlar på bilar, speciellt av märket Jaguar.
Lehti är dömd för att ha brutit mot lagen om källskatt och för att ha förbisett socialskyddsavgifter. Brottet ansågs ha ägt rum under åren 1984–1986.

## Utmärkelser
- Kommendörstecknet av Finlands Lejons orden,  6 december 2008[21]

[Redigera Wikidata]